# Tannay (Nièvre)
Pour les articles homonymes, voir Tannay.
Tannay (Tannè en nivernais) est une commune française située dans le département de la Nièvre, en région Bourgogne-Franche-Comté.
Ses habitants sont appelés les Tannaysiens.

## Géographie
Le village est implanté sur un coteau à flanc de colline, dominant la vallée de l'Yonne.

### Communes limitrophes
Les communes limitrophes sont  Amazy, Flez-Cuzy, Lys, Metz-le-Comte, Saint-Didier, Saint-Germain-des-Bois et Talon.

### Villages, hameaux, lieux-dits, écarts
Pignol, Tanneau, les Enseignes, Belle-vue, Tannay Port

### Hydrographie
L'Yonne, qui est doublée par le canal du Nivernais, navigable.

### Climat
Pour des articles plus généraux, voir Climat de la Bourgogne-Franche-Comté et Climat de la Nièvre.
En 2010, le climat de la commune est de type climat océanique dégradé des plaines du Centre et du Nord, selon une étude du Centre national de la recherche scientifique s'appuyant sur une série de données couvrant la période 1971-2000. En 2020, Météo-France publie une typologie des climats de la France métropolitaine dans laquelle la commune est exposée à un climat océanique altéré et est dans la région climatique  Centre et contreforts nord du Massif Central, caractérisée par un air sec en été et un bon ensoleillement. 
Pour la période 1971-2000, la température annuelle moyenne est de 11,1 °C, avec une amplitude thermique annuelle de 16,4 °C. Le cumul annuel moyen de précipitations est de 839 mm, avec 12,4 jours de précipitations en janvier et 7,9 jours en juillet. Pour la période 1991-2020, la température moyenne annuelle observée sur la station météorologique de Météo-France la plus proche, « Clamecy », sur la commune de Clamecy à 12 km à vol d'oiseau, est de 11,5 °C et le cumul annuel moyen de précipitations est de 707,4 mm. 
La température maximale relevée sur cette station est de 40,7 °C, atteinte le 25 juillet 2019 ; la température minimale est de −14 °C, atteinte le 9 février 2012,,. 
Les paramètres climatiques de la commune ont été estimés pour le milieu du siècle (2041-2070) selon différents scénarios d'émission de gaz à effet de serre à partir des nouvelles projections climatiques de référence DRIAS-2020. Ils sont consultables sur un site dédié publié par Météo-France en novembre 2022.

## Urbanisme

### Typologie
Au 1er janvier 2024, Tannay est catégorisée commune rurale à habitat dispersé, selon la nouvelle grille communale de densité à sept niveaux définie par l'Insee en 2022.
Elle est située hors unité urbaine. Par ailleurs la commune fait partie de l'aire d'attraction de Clamecy, dont elle est une commune de la couronne,. Cette aire, qui regroupe 45 communes, est catégorisée dans les aires de moins de 50 000 habitants,.

### Occupation des sols
L'occupation des sols de la commune, telle qu'elle ressort de la base de données européenne d’occupation biophysique des sols Corine Land Cover (CLC), est marquée par l'importance des territoires agricoles (70 % en 2018), en diminution par rapport à 1990 (71 %). La répartition détaillée en 2018 est la suivante : prairies (41,3 %), terres arables (28,7 %), forêts (25,1 %), zones urbanisées (4,9 %). L'évolution de l’occupation des sols de la commune et de ses infrastructures peut être observée sur les différentes représentations cartographiques du territoire : la carte de Cassini (XVIIIe siècle), la carte d'état-major (1820-1866) et les cartes ou photos aériennes de l'IGN pour la période actuelle (1950 à aujourd'hui).

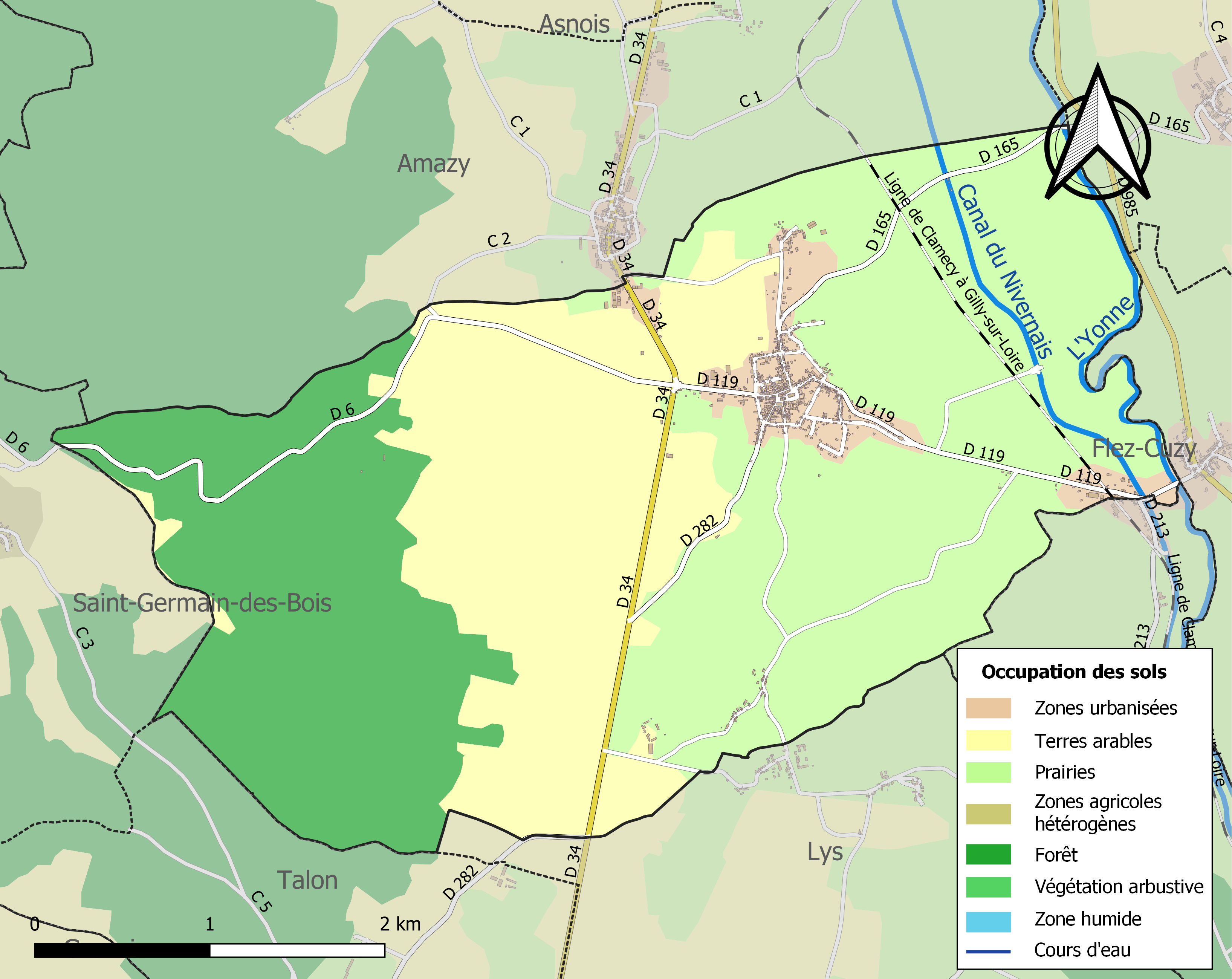
Carte des infrastructures et de l'occupation des sols de la commune en 2018 (CLC).

## Toponymie
Le village est cité dès 1121, sous la forme latinisée Tanneio. Il s'agit d'un toponyme roman, fondé sur le terme tan (d'où tanner) au sens ancien de « chêne » (issu du gaulois tanno- « chêne vert », cf. breton tannen « chêne rouvre ») auquel est accolé le suffixe -ay (ancienne forme de -aie : chênaie, issu du bas latin -etu(m)) et qui désigne un ensemble d'arbres appartenant à la même espèce. La signification est donc celle de « chênaie ».
Homonymie étymologique avec Tannay, Tanay, Thenney, Tanis, etc.

## Histoire
Le site est occupé depuis la période celtique de Hallstatt.
À l'issue du haut Moyen Âge dont subsistent quelques sarcophages (qui étaient encore exposés à côté de la mairie avant les derniers travaux de réfection), la paroisse est créée au IXe siècle et un collège de chanoines y est fondé en 1201. La commune est affranchie en 1352 par une charte octroyée par les seigneurs, et approuvée par Marguerite de France (1309-1382), comtesse de Flandre, de Nevers et de Rethel par son mariage avec le comte Louis, et de son propre chef comtesse de Bourgogne et d'Artois.
La ville est ravagée en 1356 par les troupes de Charles le Mauvais. Elle est donc fortifiée vers 1410, mais un siècle plus tard les murailles sont déjà délabrées. En 1530, seigneurs et habitants s'engagent à construire des remparts de 2 m d'épaisseur, flanqués d'un fossé de 12 m de large et 4 à 5 m de profondeur. 4 portes à pont-levis et 11 tours défendaient la ville. Mais Richelieu ordonna le démantèlement des places fortes, qui fut terminé à Tannay en 1652. La dernière porte ne fut rasée qu'en 1842, mais le pentagone ceinturant le bourg est toujours bien visible sur le plan : c'est la rue des Fossés, qui fait tout le tour du village !
En 1791, les immeubles du chapitre des Chanoines, déclarés biens nationaux, furent vendus à Limanton de Jaugy, avocat, maire de Tannay !
En 1793, les "chaumes communes" furent partagées entre 1010 ayants-droit.
En 1815, Tannay dut subir l'occupation de nombreuses troupes étrangères.
En 1821, André-Jacques-Jean-Népomucène Debèze, émigré de 1794 à 1803, fut nommé par la Restauration maire de Tannay. Il démissionna en 1830 pour ne pas servir Louis-Philippe.
L'hôtel de ville fut construit de 1832 à 1836, et agrandi en 1869.
En 1854 on établit un champ de foire sur la place de l'église.
Pendant la guerre de 1914-1918, un hôpital auxiliaire fut installé dans l'ancienne "école des sœurs".
L'adduction d'eau est implantée en 1932.
Lors de la Seconde Guerre mondiale, Tannay fut un lieu de repos pour les armées allemandes. Pendant ce temps, le "maquis du Loup" s'organisait dans les bois proches, pour mener la lutte armée contre l'occupant[réf. nécessaire].

### Héraldique
| Blason de Tannay | Blason  | De gueules chevronné de quatre pièces d'or.                                                                                   |
| Blason de Tannay | Détails | Armes du chapitre de Tannay (voir ci-dessous Lieux et monuments → Religieux) Le statut officiel du blason reste à déterminer. |

## Politique et administration
Lors du Sacre de Napoléon Ier, le maire de Tannay Mr. Delavene des Bordes assista à cette cérémonie.
| Période                                  | Période  | Identité       | Étiquette | Qualité                     |
| ---------------------------------------- | -------- | -------------- | --------- | --------------------------- |
| 1995                                     | en cours | Philippe Nolot | UMP, LR   | Médecin, conseiller général |
| 1983                                     | 1995     | Jean Siméon    |           | Artisan commerçant          |
| Les données manquantes sont à compléter. |          |                |           |                             |

## Démographie
L'évolution du nombre d'habitants est connue à travers les recensements de la population effectués dans la commune depuis 1793. Pour les communes de moins de 10 000 habitants, une enquête de recensement portant sur toute la population est réalisée tous les cinq ans, les populations de référence des années intermédiaires étant quant à elles estimées par interpolation ou extrapolation. Pour la commune, le premier recensement exhaustif entrant dans le cadre du nouveau dispositif a été réalisé en 2008.

En 2022, la commune comptait 546 habitants, en évolution de −7,14 % par rapport à 2016 (Nièvre : −3,28 %, France hors Mayotte : +2,11 %).
| 1793  | 1800  | 1806  | 1821  | 1831  | 1836  | 1841  | 1846  | 1851  |
| ----- | ----- | ----- | ----- | ----- | ----- | ----- | ----- | ----- |
| 1 138 | 1 163 | 1 271 | 1 278 | 1 314 | 1 396 | 1 396 | 1 487 | 1 479 |

| 1856  | 1861  | 1866  | 1872  | 1876  | 1881  | 1886  | 1891  | 1896  |
| ----- | ----- | ----- | ----- | ----- | ----- | ----- | ----- | ----- |
| 1 348 | 1 394 | 1 422 | 1 405 | 1 373 | 1 390 | 1 322 | 1 220 | 1 177 |

| 1901  | 1906  | 1911  | 1921  | 1926 | 1931 | 1936 | 1946 | 1954 |
| ----- | ----- | ----- | ----- | ---- | ---- | ---- | ---- | ---- |
| 1 160 | 1 150 | 1 113 | 1 012 | 926  | 803  | 831  | 876  | 791  |

| 1962 | 1968 | 1975 | 1982 | 1990 | 1999 | 2006 | 2008 | 2013 |
| ---- | ---- | ---- | ---- | ---- | ---- | ---- | ---- | ---- |
| 727  | 746  | 741  | 699  | 667  | 584  | 608  | 615  | 596  |

| 2018 | 2022 | - | - | - | - | - | - | - |
| ---- | ---- | - | - | - | - | - | - | - |
| 581  | 546  | - | - | - | - | - | - | - |

## Économie
L'activité est essentiellement agricole, centrée sur l'élevage bovin et le vin (IGP Coteaux-de-tannay). Plusieurs commerces alimentent les villages alentour :
- une boulangerie ;
- une maison de la presse/librairie/cadeaux/jouets proposant différents services dont un relais colis et un service pressing ;
- deux bars ;
- une moyenne surface implantée depuis 2003 à l'entrée du village ;
- une concession de matériel agricole est implantée à l'entrée du village depuis 2014[19].

Plusieurs services sont également disponibles :
- une brigade de gendarmerie ;
- une école maternelle et une école primaire ;
- un centre aéré ;
- un cabinet d'assurances ;
- un local restaurant du cœur ;
- une déchèterie ;
- un bureau postal ;
- deux cabinets médicaux ;
- un regroupement médical incluant deux ou trois généralistes, deux kinésithérapeutes, deux infirmières à domicile ;
- une pharmacie ;
- deux cabinets d'assurances ;
- un établissement bancaire ;
- un cabinet vétérinaire ;
- une société d'ambulances ;
- un vestiaire de la Croix-rouge.

Enfin, une dizaine d'artisans proposent leurs services.

## Lieux et monuments

### Religieux
- L'ancienne collégiale Saint-Léger : classée Monument historique en 1840. Belle et imposante église, nef à trois vaisseaux, transept non saillant et chevet plat.
- Au XIe siècle, Tannay avait déjà son église, probablement près de la place de la mairie, là où des caves font penser à une crypte. Érigée en paroisse en 1130, elle appartenait au chapitre de Nevers. Les "chapelains" demandèrent à l'évêque de transformer cette paroisse en collégiale, et de se constituer, avec plusieurs clercs de la ville, en un chapitre de chanoines, auquel ils apporteraient leurs biens. La charte de fondation de la collégiale de Tannay fut signée par l'évêque Gauthier en juillet 1201 (très beau parchemin conservé aux Archives départementales). Ce chapitre devait durer jusqu'en 1791...
- Les chanoines firent élever une nouvelle église au cours du XIIIe siècle. Elle fut consacrée et placée sous le patronage de saint Léger, évêque d'Autun au VIIe siècle, le 26 avril 1313. Pendant la guerre de Cent Ans, des bandes de pillards, puis les soldats navarrais de Charles le Mauvais, mirent à sac le bourg et les hameaux. De l'église, il ne restait plus que l'abside et le chœur. Le retour à la paix permit la reconstruction de l'église, telle que nous la voyons aujourd'hui, ou presque : le chevet du XIIIe et les murs attenants furent conservés, la nef fut rebâtie sur un plan plus vaste, mais les travaux s'échelonnèrent pendant tout le XVe siècle et même au-delà.
- Les fenêtres gothiques de trois types, de l'arc brisé simple jusqu'aux dentelles de pierre du style flamboyant, en passant par les arcs lancéolés, indiquent, par leur diversité, la longue durée des travaux et les modifications successives du projet. La maçonnerie des murs, les diverses provenances des matériaux employés, montrent bien le manque d'unité dans la conception architecturale. Les fenêtres du clocher sont encore plus disparates : linteau droit, baies en plein cintre, en ogive, en anse de panier... Détail amusant : on peut découvrir à l'extérieur, côté nord du chevet, juste sous la toiture, une sculpture assez primitive représentant une chouette. Il s'agit de toute évidence d'un réemploi, de plus l'endroit choisi est très bizarre, ce qui confirme le manque d'unité architecturale. Cet oiseau est très souvent représenté sur les églises bourguignonnes. La plus célèbre est celle de Dijon, mais il en existe une très près de Tannay, à Metz-le-Comte, cette fois à l'intérieur de l'édifice.
- On remarquera à l'intérieur les piliers sans chapiteaux, s'élançant tels des palmiers vers les croisées d'ogives, ainsi que les nefs latérales de même hauteur que la nef centrale.
- À l'intérieur :
  - La Cène, 1729, huile sur toile attribuée à René Huet ;
  - Saint Roch, 1522, statue en pierre polychrome sur un socle en pierre  Classé MH (1933)[2]
  - bas-relief représentant la légende de saint Hubert, fin XVI.
- Chapelle Saint-Charles, fin XIXe siècle.
- L'église est ouverte tous les jours[20] ;

### Civils
- Le village garde un certain nombre de maisons des XVe et XVIe siècles, dont une ayant appartenu à Théodore de Bèze. À noter au 14, rue d'Enfer, sur le mur gouttereau, une maxime pleine de sens gravée dans une pierre calcaire moulurée : "Quoy que tu face pense a ce que tu faics et regarde la fin" 1568.
- Le château de Pignol : témoignage de l'architecture privée de la première moitié du XVIIe siècle.
- Une partie des remparts (XVe et XVIe siècles) est encore visible ;
- La coopérative vinicole occupe un chai du XVIe siècle ;
- L'hôtel de ville a été construit en 1869.
- La maison des Chanoines : située rue de Bèze. La très belle cheminée Renaissance, à l'étage, classée à l'ISMH, montre que les occupants n'étaient pas de quelconques bourgeois. Le linteau du manteau est sculpté d'un rinceau encadrant un écu dont les armoiries ont été martelées à la Révolution. Elles auraient pu sinon nous donner une indication précieuse sur l'origine du bâtiment. Peut-être propriété du chapitre, cet immeuble aurait été déclaré bien national, et acheté par un commerçant ou un artisan. Les propriétaires successifs l'aménagèrent chacun à sa façon, détruisant ce qui en faisait l'originalité et la valeur architecturale ou historique : fenêtre à meneaux, cheminée monumentale du rez-de chaussée, etc. Le dernier occupant, un ferronnier, mourut en 1958. La maison fut mise en vente. Un groupe de sept amis eut l'idée de l'acheter, et de fonder à cette fin une association, nommée "Collège des Chanoines de Tannay", qui finança l'achat, puis les importants travaux de restauration. Parmi les nouveaux chanoines, on trouvait Émile Berthelot, architecte, et Marcel Couturaud, docteur en médecine, maire de Tannay de 1959 à 1971. Les "chanoines" du XXe siècle ont eu pour but de ressusciter à Tannay une activité économique, culturelle, et folklorique. En particulier ils fêtaient saint Vincent, patron des vignerons, et ont fait le serment de promouvoir le vin blanc de Tannay, qui, pendant des siècles, fit la richesse de la ville, jusqu'à la catastrophe du phylloxera. Et si l'escalier en hélice tourne à gauche (chose rare) pour monter à la salle du Chapitre, il tourne à droite pour descendre à la cave où chaque chanoine rangeait ses meilleures bouteilles dans un casier cadenassé !

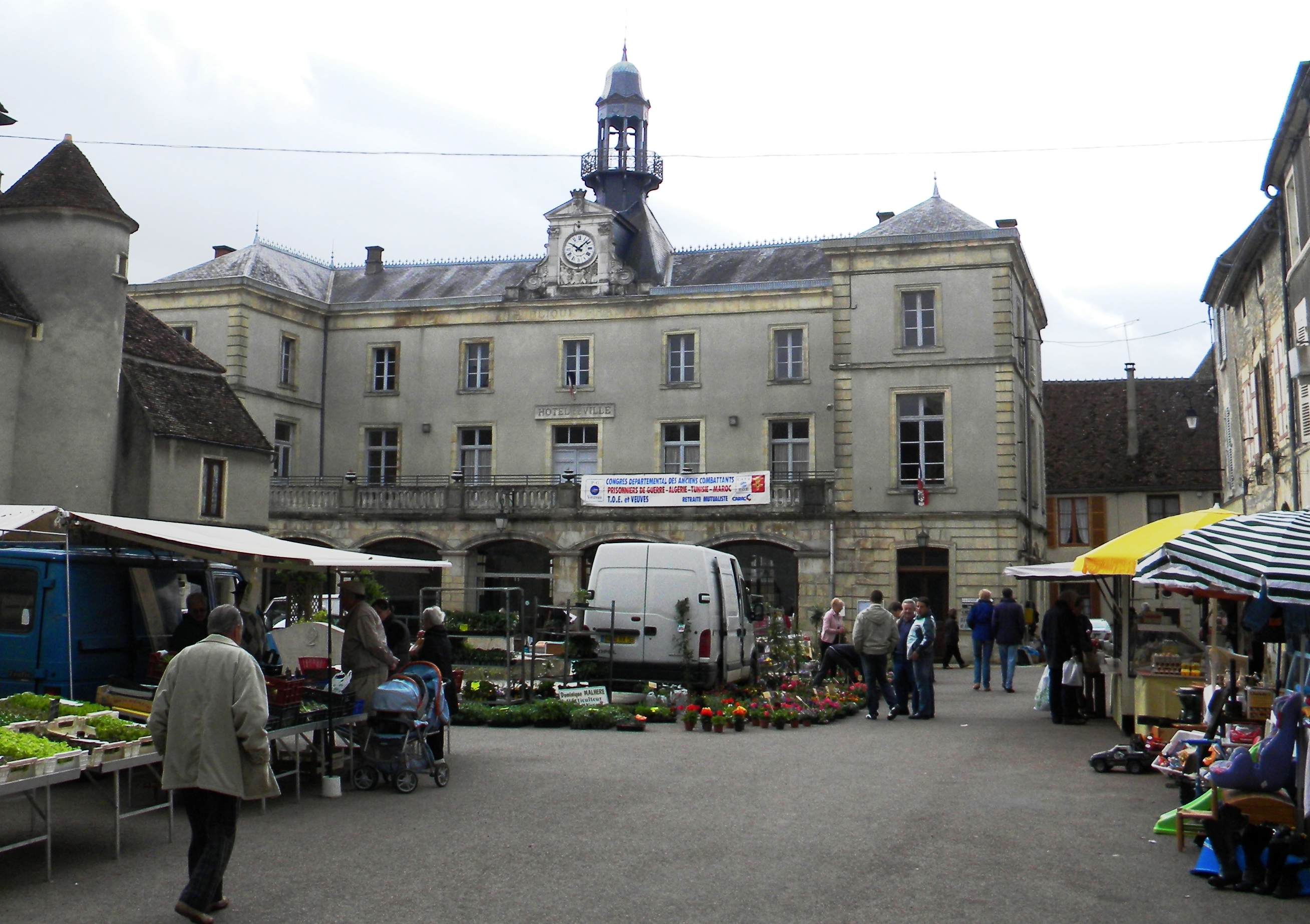
La mairie.
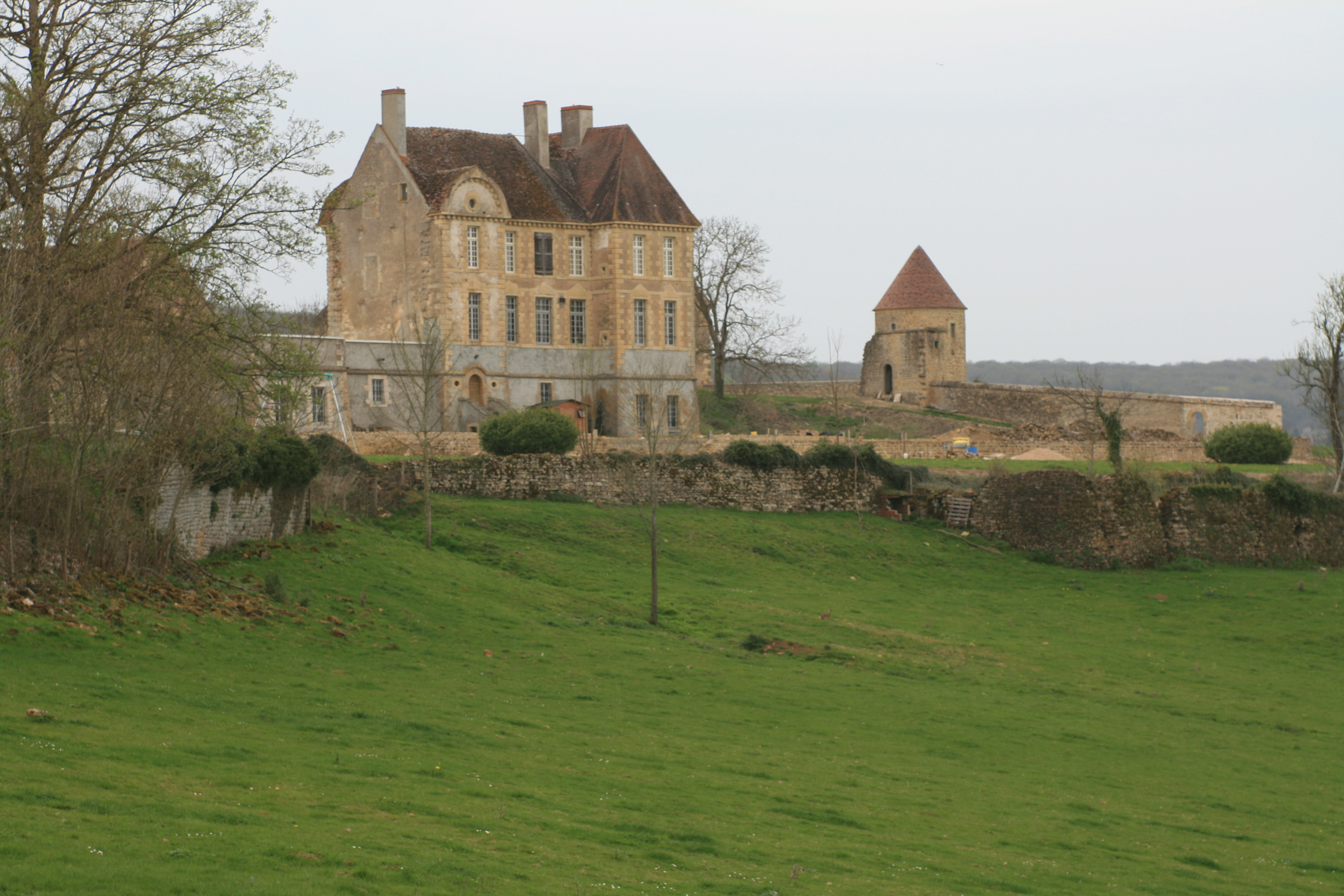
Le château de Pignol.

## Personnalités liées à la commune
- Gabriel Brottier (1723-1789), jésuite et érudit (académicien des Inscriptions et Belles-Lettres), oncle de Charles Brottier ;
- Charles Brottier (1751-1798), moine impliqué dans l'affaire du camp de Grenelle, neveu de Gabriel Brottier.
- Théodore de Bèze (1519-1605), réformateur protestant, a habité Tannay.
- François Regnault (1835-1886), ancien maire devenu haut-fonctionnaire né à Tannay.
- Sophie Leclair (1925-2024), actrice née à Tannay.

## Jumelages
Norheim (Allemagne) depuis 1968, voir Norheim (de).